# Керівники науково-технічної бібліотеки Національного університету «Львівська політехніка»
Керівники науково-технічної бібліотеки Національного університету «Львівська політехніка»:

## 1954—1959 — Іванова Надія Павлівна
Іванова Надія Павлівна (*1917 — ?) — директор бібліотеки Львівської політехніки у 1954—1959 рр.
Народилася  у 1917 р. в м. Тамбові. 
В 1939 р. закінчила бібліотечні курси в Ростові на Дону. Навчалася також в Ленінградському бібліотечному інституті, який закінчила у 1958 р.  Працювала за фахом в Ростові на Дону, з 1941 р. в Ленінграді, з 1944 в Харкові та з жовтня 1944 р. — начальник бібліотеки в будинку офіцерів м. Львова. 
З вересня 1949 р. — старший бібліотекар НТБ ЛПІ, з 1952 р. — завідувач відділу комплектування.
У вересні 1954 р. призначена директором НТБ Львівського політехнічного інституту.
Звільнена з посади у 1959 р., оскільки переїхала до міста Дрогобич, де працювала завідувачем філіалу бібліотеки на загально-технічному факультеті ЛПІ.

## 1973—1986 — Овдіна Євдокія Олександрівна
Овдіна Євдокія Олександрівна (*1922 — ?) — директор бібліотеки Львівської політехніки у 1973—1986 рр.
Народилася  у 1922 р. в с. Пара, Тамбовської області. У 1940 р. закінчила Моршанський бібліотечний технікум, у 1959 р. – Харківський державний бібліотечний інститут. 
З серпня 1941 р. по серпень 1945 р. – в лавах Радянської Армії. Після демобілізації працювала у Львівському військовому комісаріаті, бібліотекарем Львівської юридичної школи та Торгово-економічного інституту.
З лютого 1960 р. завідувач відділу обслуговування НТБ ЛПІ. З липня 1970 р. – заступник директора НТБ, а з 13 липня 1973 р. призначена директором 
У червні 1986 р. звільнена у зв’язку з виходом на пенсію.  

### Нагороди
Нагороджена медаллю «За перемогу над Німеччиною у Великій Вітчизняній війні 1941—1945 рр.».

## 1986—1992 — Поздняков Василь Іванович
Поздняков Василь Іванович (*1939 ) — директор бібліотеки Львівської політехніки у 1986—1992 рр.
Народився 1939 року у селищі Башов-Лог Алтайського краю.
У 1964 році закінчив Новокузнецький державний педагогічний інститут. Працював директором середньої школи, згодом на партійній роботі та в органах радянської влади.
З жовтня 1981 року працює начальником відділу кадрів Львівського політехнічного інституту.
З 1 липня 1986 року працює на посаді директора НТБ. 
Звільнився з посади директора бібліотеки 1993 року. Працював на кафедрі іноземних мов. 
Живе і працює в Абхазії.

## Із 2015— Андрухів Андрій Ігорович
Закінчив Національний університет «Львівська політехніка» за спеціальністю «Інтелектуальні системи прийняття рішень». У 2008 — 2015 рр. — завідувач відділу ІТ та комп'ютеризації НТБ.
За період роботи завідувачем відділу ІТ реалізовано, зокрема:
- Вебсайт бібліотеки (http://library.lp.edu.ua [Архівовано 1 квітня 2020 у Wayback Machine.])
- Електронний каталог бібліотеки (http://library.lp.edu.ua/opac/ [Архівовано 5 Квітня 2016 у Wayback Machine.])
- Електронний науковий архів (http://ena.lp.edu.ua [Архівовано 14 Березня 2022 у Wayback Machine.])
- Електронна приймальня ректора (https://web.archive.org/web/20181009224710/http://helpdesk.lp.edu.ua/)

Кандидат технічних наук (2015). Викладач кафедри соціальних комунікацій та інформаційної діяльності НУ «Львівська політехніка».